# Arhopala atosia
Espèce
Arhopala atosia est un insecte lépidoptère de la famille des Lycaenidae de la sous-famille des Theclinae, du genre Arhopala.

## Dénomination
Arhopala atosia a été décrit par William Chapman Hewitson en 1863 sous le nom d' Amblypodia atosia.
Synonyme : Narathura atosia, Evans, 1957.

### Sous-espèces
- Arhopala atosia atosia
- Arhopala atosia aria (Evans, 1932)
- Arhopala atosia aricia (Staudinger, 1889)
- Arhopala atosia jahara Corbet, 1941;
- Arhopala atosia malayana Bethune-Baker, 1903[1].

### Noms vernaculaires
La sous-espèce Arhopala atosia malayana se nomme Tailed Disc Oakblue en anglais.

## Description
Ce petit papillon possède une fine queue à chaque aile postérieure. Le dessus est violet bordé d'une ligne ou d'une large bande ocre.
Le revers est ocre clair orné de fines marques dorés, chevrons en ligne ou cercles avec près de la queue deux ocelles bleu métallique en position anale.

## Écologie et distribution
Il est présent dans le sud-est asiatique en Birmanie, Thaïlande, Laos, Vietnam, sud du Myanmar, Malaisie, à Bornéo et Sumatra,.

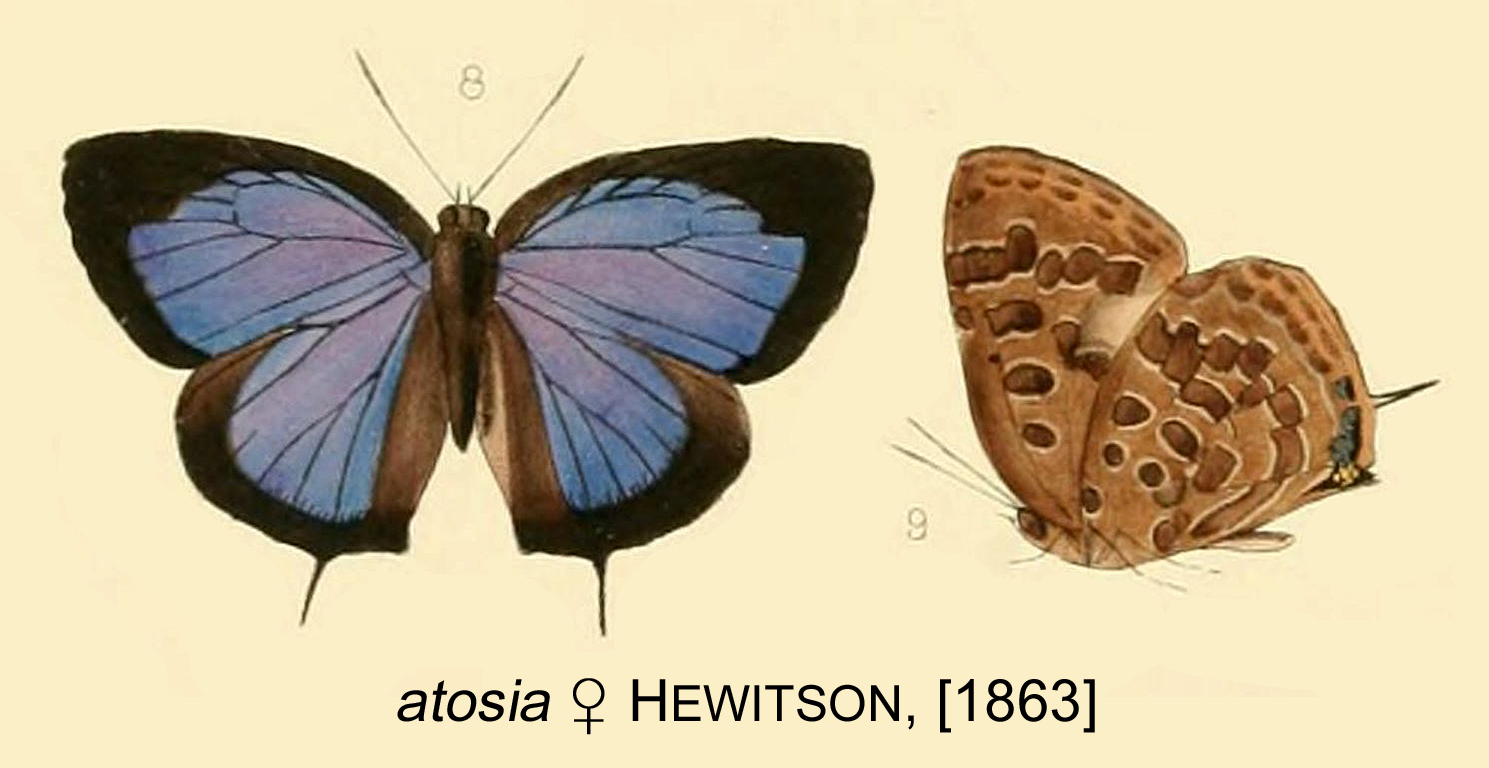
Arhopala atosia femelle

### Protection
Pas de statut de protection particulier.

## Philatélie
Ce papillon figure sur une émission du Laos de 1993 (valeur faciale : 35 k.).